# Franz Minutillo
Franz svobodný pán Minutillo (německy Franz Adalbert Joseph Johann Freiherr von Minutillo) (4. ledna 1840 Nyíregyháza – 9. ledna 1916 Štýrský Hradec) byl rakousko-uherský admirál. U c. k. námořnictva sloužil od roku 1857, zúčastnil se několika válečných tažení a prodělal rychlý kariérní postup. Absolvoval několik cest po světě, mimo jiné byl také vysokým úředníkem v námořní sekci na ministerstvu války a uplatnil se i jako pedagog. Svou kariéru završil jako velitel válečného přístavu v Pule (1901–1905) a v roce 1904 dosáhl u námořnictva nejvyšší hodnosti admirála.

## Životopis

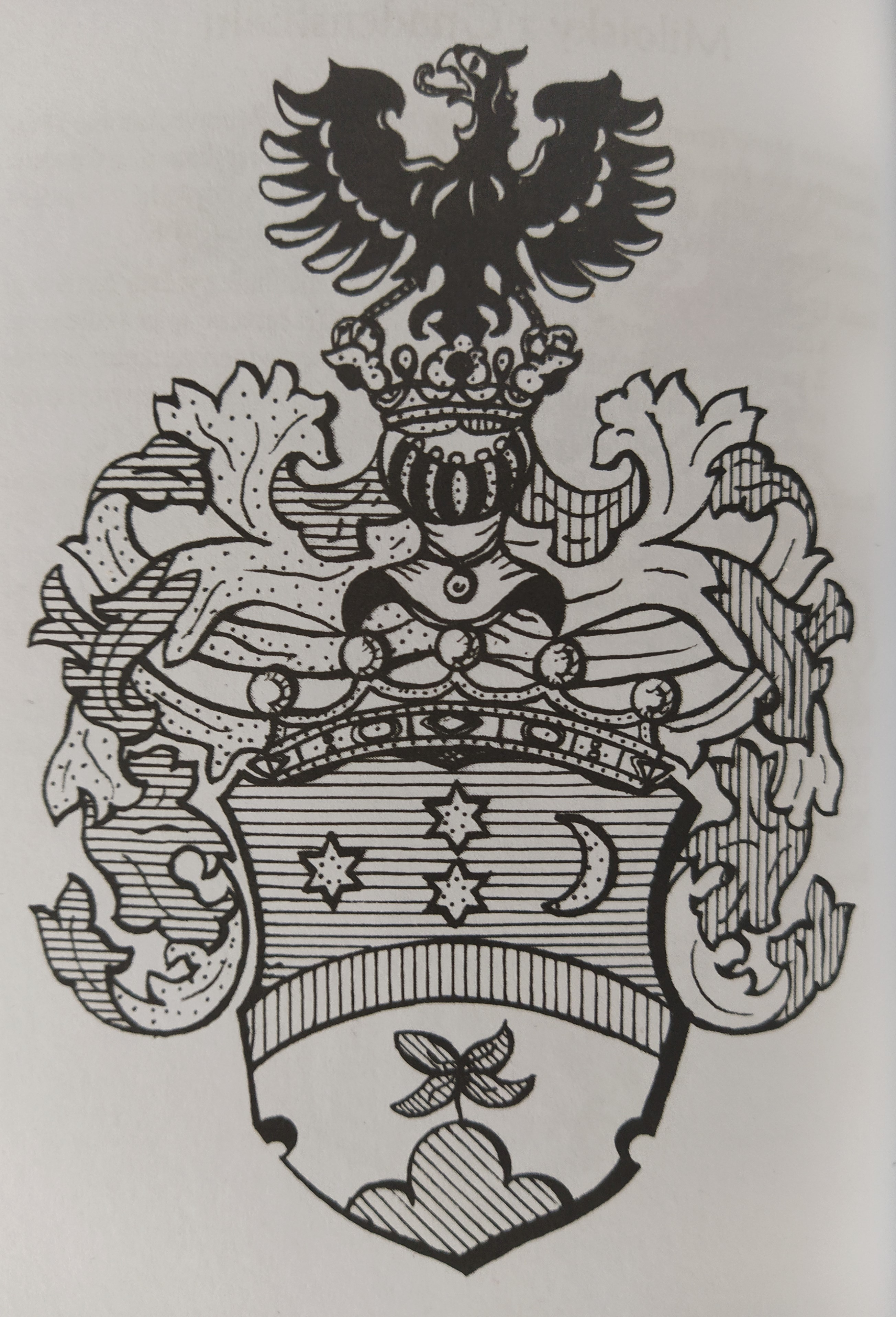
Erb rodu Minutillo

Pocházel z italské šlechtické rodiny, která se od 18. století uplatňovala v císařské armádě ve službách Habsburků a v roce 1820 byla povýšena do stavu svobodných pánů. Franz se narodil jako prostřední ze tří synů c. k. rytmistra Karla Minutilla (1815–1842) a jeho manželky Františky, rozené baronky Mladotové ze Solopisk (1808–1884). Studoval na námořní akademii v Terstu a k námořnictvu nastoupil jako kadet v roce 1857. Absolvoval expedici do Maroka a během války se Sardinií sloužil na korvetě Erzherzog Friedrich (1859). Za dánsko-německé války byl pobočníkem admirála Wüllerstorfa (1864) a v další válce s Itálií byl v hodnosti poručíka pobočníkem admirála Tegetthofa. Byl zraněn v námořní bitvě u ostrova Lissa, poté byl druhým důstojníkem na fregatě Donau, s níž se zúčastnil expedice na Dálný východ a do jižní Ameriky. V následujících letech zastával různé funkce, mimo jiné byl velitelem námořního oddělení v Budapešti (1880–1881) a jako velitel dělového člunu Sansego měl podíl na potlačení povstání v Dalmácii (1882).
V roce 1881 byl povýšen do hodnosti korvetního kapitána a vedl výcvik důstojníků námořního dělostřelectva, poté působil na obchodním oddělení námořní sekce na říšském ministerstvu války. V roce 1885 získal hodnost fragatního kapitána a v letech 1885–1887 byl sekčním šéfem na ministerstvu války, kde vedl výstavbu válečných lodí. V roce 1888 byl přeložen k námořnímu arzenálu v Pule a v letech 1889–1892 byl hofmistrem, respektive prvním komorníkem (Kammer-Vorsteher) arcivévody Leopolda Ferdinanda, který tehdy sloužil jako začínající kadet u námořnictva. V arcivévodově doprovodu absolvoval Minutillo další cestu na Dálný východ, navštívili například Cejlon, Siam nebo Japonsko. V následujících letech 1892–1893 byl velitelem fregat Radetzky a Kronprinzessin Stephanie.
K datu 1. listopadu 1894 dosáhl hodnosti kontradmirála a stal se velitelem eskadry, respektive námořním velitelem v Terstu (1895–1899). Jako viceadmirál (1899) byl předsedou námořně-technického výboru (Marine-technisches Comité). Nakonec byl v letech 1901–1905 velitelem válečného námořnictva v Pule a v roce 1904 dosáhl hodnosti admirála. K datu 1. září 1905 byl penzionován a od té doby žil v soukromí. Zemřel ve Štýrském Hradci, kde je spolu s manželkou pohřben na hřbitově St. Leonhard.

## Tituly a ocenění
Od narození užíval šlechtický titul svobodného pána. S hodností admirála obdržel v roce 1904 zároveň titul c. k. tajného rady s nárokem na oslovení Excelence. Mimoto byl nositelem několika vysokých vyznamenání v Rakousku-Uhersku i v zahraničí.

### Rakousko-Uhersko
- Řád železné koruny I. třídy (1905)
- komandérský kříž Leopoldova řádu (1904)
- Jubilejní pamětní medaile (1898)
- rytířský kříž Leopoldova řádu (1898)
- Válečná medaile (1882)
- Řád železné koruny III. třídy s válečnou dekorací (1866)
- Vojenská záslužná medaile (1864)

### Zahraničí
- Řád červené orlice I. třídy (Německo)
- Řád koruny I. třídy s brilianty (Německo)
- Řád sv. Michaela (Bavorsko)
- rytíř Řádu Albrechtova (Sasko)
- rytíř Leopoldova řádu (Belgie)
- Řád knížete Danila I. III. třídy (Černá Hora)
- velkokříž Císařského řádu Guadalupe (Mexiko)

## Rodina
V roce 1873 se ve Štýrském Hradci oženil s Marií, rozenou baronkou Codelliovou z Codellisbergu (1844–1920). Z manželství se narodily tři dcery. Nejstarší Alžběta (1881–1966) se provdala za c. k. viceadmirála Maxe Daublebskyho (1865–1939), nejmladší Marie (1883–1961) byla manželkou korvetního kapitána Hermanna Jediny (1881–1955).
Franzův starší bratr Friedrich (1837–1872) byl c. k. rytmistrem a důstojníkem generálního štábu, mladší bratr Karl (1841–1902) dosáhl v armádě hodnosti generálmajora.
Díky své matce ze starého českého rodu Mladotů ze Solopisk měl blízké příbuzenské vazby na několik významných osobností. Jeho strýci byli hrabě Leopold Felix z Thun-Hohensteinu (1797–1877) nebo dlouholetý rakouský předseda vlády princ Adolf z Auerspergu (1821–1885). Franzův bratranec Jan Nepomuk Mladota ze Solopisk (1845–1916) byl poslancem českého zemského sněmu a říšské rady.